# Bistum Laredo
Das Bistum Laredo (lat.: Dioecesis Laredanus) ist eine in den Vereinigten Staaten gelegene römisch-katholische Diözese mit Sitz in Laredo, Texas.

## Geschichte

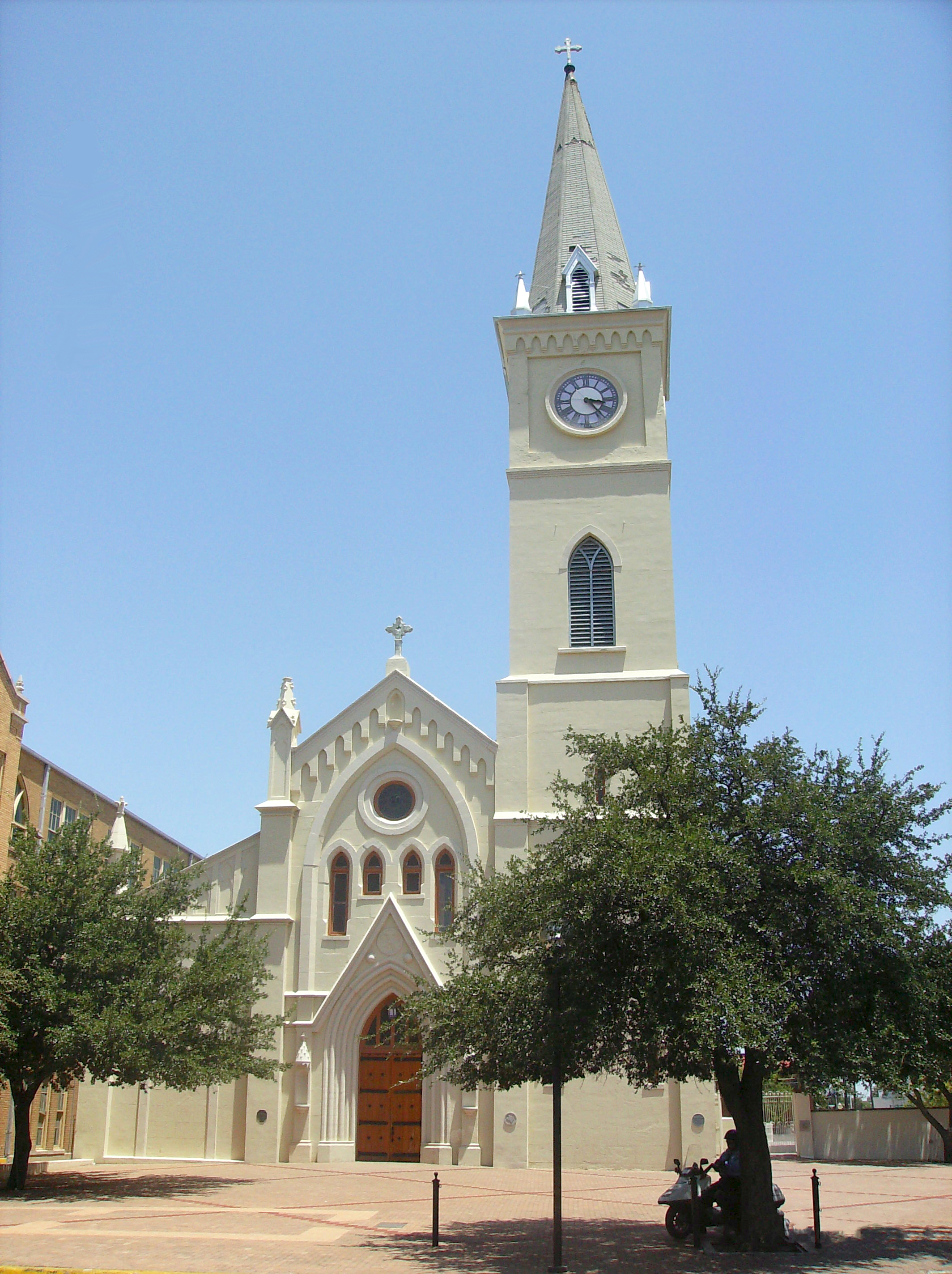
Cathedral of San Agustin in Laredo

Das Bistum Laredo wurde am 3. Juli 2000 durch Papst Johannes Paul II. mit der Apostolischen Konstitution Solliciti de maiore aus Gebietsabtretungen des Erzbistums San Antonio und des Bistums Corpus Christi errichtet und dem Erzbistum San Antonio als Suffraganbistum unterstellt. Erster Bischof wurde James Anthony Tamayo.

## Territorium
Das Bistum Laredo umfasst die im Bundesstaat Texas gelegenen Gebiete Dimmit County, Jim Hogg County, La Salle County, Maverick County, Webb County, Zapata County und Zavala County.